# Lego Batman 2: DC Super Heroes
Lego Batman 2: DC Super Heroes là một video game Lego hành động phiêu lưu năm 2012 phát triển bởi Traveller's Tales  cho PlayStation 3, PlayStation Vita, Nintendo 3DS, Wii, Nintendo DS, Xbox 360 và Microsoft Windows . Trò chơi là phần tiếp theo của Lego Batman: The Videogame. Một lượng lớn các nhân vật DC trong và ngoài truyện tranh về Batman là những nhân vật có thể chơi được. Lego Batman 2: DC Super Heroes là trò chơi đầu tiên trong loạt trò chơi Lego của Traveller's Tales có đối thoại. Trò chơi được phát hành tại Bắc Mỹ vào ngày 19 tháng 6 năm 2012 .
Phiên bản Mac OS X của trò chơi được xuất bản bởi Feral Interactive và phát hành vào ngày 6 tháng 9 năm 2012 .

## Cốt truyện
Giải thưởng "Man of the Year" của Gotham được trao cho Bruce Wayne với Lex Luthor là người đứng sau. Đột nhiên một nhóm các nhân vật phản diện của Batman (Penguin, Riddler, Harley Quinn, Two-Face vàJoker) xuất hiện. Bruce Wayne bước ra để mặc Batsuit và trở thành Batman. Cùng với Robin, Batman đối mặt và đánh bại tất cả các nhân vật phản diện, nhưng Joker trốn thoát . Sau khi một cuộc truy đuổi quyết liệt, Joker bị bắt giữ và ném vào Arkham Asylum. Ít lâu sau đó, Lex Luthor giải thoát Joker bằng cách sử dụng một vũ khí gọi là "Deconstructor" (có khả năng phá vỡ các vật màu đen và được nạp năng lượng bởi kryptonite). Joker sau đó sử dụng loại vũ khí này để giải phóng tất cả các tù nhân của Arkham. Batman được gọi đến để bắt lại các nhân vật phản diện. Sau khi bắt giữ một số nhân vật phản diện trong mê cung của Asylum, anh phát hiện ra miếng gạch có tín hiệu năng lượng từ vũ khí của Luthor.
Khi biết được về một vụ xâm nhập ở Ace Chemicals, Batman và Robin tìm kiếm các đầu mối về âm mưu của Joker. Sau khi một vụ nổ bắt đầu phá hủy nhà máy, Dynamic Duo được giải cứu bởi Superman. Batman sau đó tìm ra được kế hoạch của Joker. Các chất hóa học bị đánh cắp từ nhà máy mặc dù không đặc biệt nguy hiểm nhưng có thể được kết hợp để tạo thành một kryptonite tổng hợp. Đưa tín hiệu vào máy tính của Batmobile, Batman và Robin bắt kịp đoàn xe của Lex Luthor và thâm nhập vào nó. Sau một cuộc giao tranh ngắn, Batman bị đánh bật ra và phải lái Batmobile. Tuy nhiên Joker hoàn thành được kryptonite tổng hợp và nạp năng lượng cho vũ khí của Luthor để phá hủy Batmobile. Trở lại Batcave, Batman cố gắng tìm ra động thái tiếp theo của Luthor khi đột ngột họ bị tấn công bởi Lex Luthor và Joker. Không có lối thoát, Batman miễn cưỡng cho phép Robin gọi Superman để được giúp đỡ và họ thoát ra khỏi hang trước khi nó bị sụp đổ.
Batman và Superman lập thành một đội và tấn công khí cầu khổng lồ của Luthor. Batman bị ném ra khỏi tàu sau khi đối mặt với Lex Luthor và được Superman. Nhóm World's Finest sau đó cố gắng xâm nhập vào trụ sở chính của LexCorp ở Metropolis, nhưng bị bắt và buộc phải chiến đấu để tiến vào sâu hơn. Sau khi tiến vào trung tâm của tòa nhà giống pháo đài, Luthor cho thấy một robot khổng lồ dựa trên Joker và quay trở lại Gotham. Sau khi cố gắng để phá hoại robot trên đường đến Gotham, Superman và Batman bị rơi ra và khi nguồn năng lượng Kryptonite bị hở thì Superman bắt đầu để mất sức. Một Superman suy yếu và Batman sau đó nhận ra kế hoạch Luthor: sử dụng loại khí đặc biệt của Joker, hắn có thể làm cho tất cả mọi cử tri đồng ý và giành chiến thắng trong cuộc tranh cử Tổng thống. Batman và Superman sau đó tấn công robot một lần nữa và khiến nó rơi xuống. Sau khi gây ra thêm thiệt hại cho robot, Batman khiến kryptonite của nó rơi ra và tạo ra một bộ mặt Joker khổng lồ có thể được nhìn thấy từ Watchtower. Đổi lại, Justice League được gọi đến Gotham bởi Martian Manhunter. Nhận ra rằng mình đã bị đánh bại, Lex Luthor bắt đầu tấn công Wayne Tower. Justice League đến giúp Batman và Superman và ngăn chặn và phá hủy thành công robot. Với tất cả các tù nhân Arkham, Lex Luthor và Joker bị bắt, Batman nói rằng thật tốt khi có những người bạn mà anh có thể gọi đến trong lúc cần thiết. Tất cả bọn họ sau đó quyết định sửa chữa Batcave với Green Lantern bắn một chùm năng lượng xanh vào không gian để gọi một số Green Lantern khác đến giúp.
Trong một gợi ý về một trò chơi trong tương lai, Brainiac được nhìn thấy là đang quan sát một chùm năng lượng trong khi thốt lên "Ta đã xác định được nó." 

## Dàn diễn viên
- Laura Bailey - Harley Quinn, Poison Ivy, Wonder Woman
- Troy Baker - Batman, Two-Face, Sinestro, Brainiac, Jason Todd, Hawkman
- Joseph Balderrama - Killer Moth
- Brian Bloom - Aquaman, Cyborg
- Steven Blum - Ra's al Ghul, Penguin, Bane, Alfred Pennyworth, Captain Cold
- Clancy Brown - Lex Luthor
- Cam Clarke - Green Lantern, Martian Manhunter, Nightwing
- Townsend Coleman - Mr. Freeze, Mad Hatter, Ủy viên Gordon, Tướng Zod
- Bridget Hoffman - Lois Lane, Supergirl
- Nolan North - Scarecrow, Captain Boomerang, Hush
- Rob Paulsen - Riddler
- Charlie Schlatter - Robin, Flash, Damian Wayne
- Christopher Corey Smith - The Joker
- Fred Tatasciore - Clayface, Killer Croc, Man-Bat, Black Manta, Black Adam
- Anna Vocino - Vicki Vale, Katana
- Katherine Von Till - Catwoman, Batcomputer
- Kari Wahlgren - Hawkgirl, Huntress, Black Canary, Batgirl, Zatanna
- Travis Willingham - Superman, Bizarro, Gorilla Grodd, Captain Marvel

## Lối chơi
Lego Batman 2 DC Super Heroes sử dụng khái niệm thế giới mở . Lối chơi của nó tương tự như người tiền nhiệm, Lego Batman: The Videogame, nhưng cho phép người chơi chơi Batman và cá siêu anh hùng DC Comics khác  như Robin, Batgirl, Green Lantern, Superman, The Flash và Wonder Woman . Có 70 nhân vật có thể chơi được.. Các dụng cụ mới như như Hazard Cannon của Robin, tầm nhìn nhiệt của Superman và Power Suit cho Batman cũng được giới thiệu . Chế độ chơi co-op, cũng có mặt . Tuy nhiên, một màn hình phân chia được sử dụng do trò chơi có một môi trường mở thế giới . Hầu hết thành phố Gotham có thể được chia thành các "viên gạch", như người chơi có thể sử dụng những viên gạch vỡ để xây dựng các bộ quần áo mới hoặc xây dựng các vật dụng có thể giúp giải quyết các câu đố .

## Phát triển và tiếp thị
Một quảng cáo cho các trò chơi đã bị rò rỉ trực tuyến bởi Lego fansite, Bricktuts . Ngày 15 tháng 3 năm 2012, đoạn trailer tiết lộ của trò chơi có minh họa lối chơi của chơi Lego Batman 2: DC Super Heroes được phát hành cho công chúng . Trong Hội nghị Phát triển Trò chơi năm 2012, một bản demo 45 phút của trò chơi được giới hạn là chỉ được nhìn . Sau đó, bản demo được phát hành trên Xbox Live và Nintendo eShop ngày 19 tháng 6, cùng ngày phát hành của trò chơi, và PlayStation Network ngày 26 tháng 6 năm 2012, trong khi một bản demo cho Microsoft Windows được phát hành vào ngày 20 tháng 6.

### Diễn viên lồng tiếng
Lego Batman 2 là game đầu tiên trong loạt Lego của TT Games sử dụng giọng nói diễn xuất, trái ngược với diễn xuất kịch câm và lẩm bẩm, sai ngữ pháp của các trò chơi trước đây . Cam Clarke là đạo diễn lồng tiếng của trò chơi.

### Soundtrack
Nhạc nền của trò chơi, được mô tả là "vừa đúng" , bao gồm nhạc của Danny Elfman từ Batman, Batman Returns và nhạc của John Williams từ Superman Returns.

## Phim Direct-to-DVD
Warner Bros. Animation cùng LEGO Group inc., Traveller's Tales Animation và DC Entertainment đã thông báo rằng sẽ có một phim Lego Batman, sử dụng các đoạn cắt cảnh của trò chơi cũng như các đoạn cắt cảnh được sử dụng để thay thế cho lối chơi sẽ xuất hiện trên DVD, Blu-ray, và tải về vào năm 2013.

## Đánh giá
Trò chơi được đón nhận tốt, với các nhà phê bình ca ngợi lối chơi tinh tế của nó, câu chuyện và diễn xuất bằng giọng nói, mặc dù chỉ trích đối một số trục trặc nhỏ và rải rác kỹ thuật . Gameinformer cho nó 8,25 . Trò chơi nắm giữ số điểm 80 trên Metacritic cho phiên bản Xbox 360  và 81 cho phiên bản PS3 . Andrew Laughlin của Digital Spy nói Lego Batman 2: DC Super Heroes là trò chơi Lego hay nhất, ngưỡng mộ các tính năng mới của trò chơi và câu chuyện .